# Hästbäck

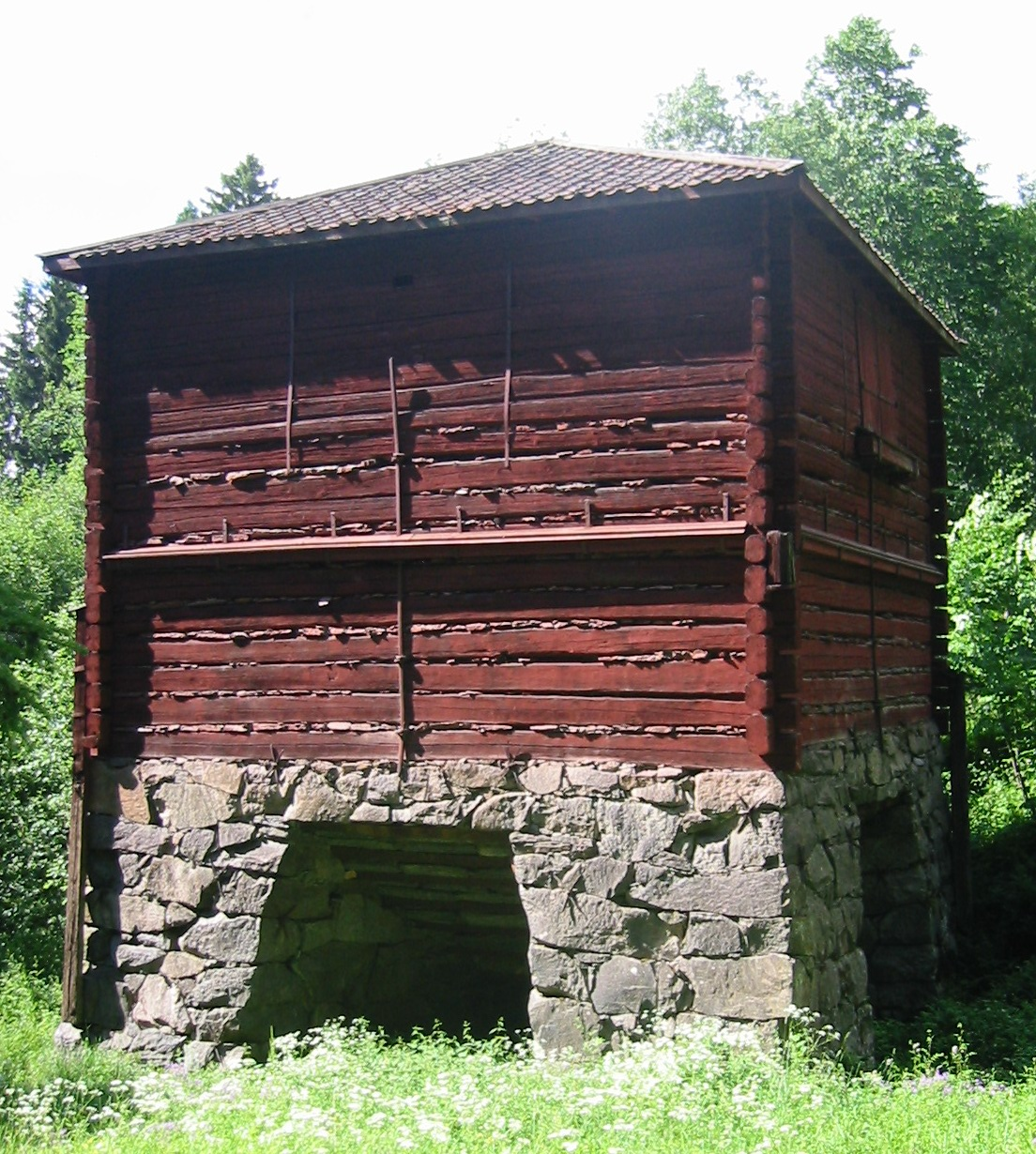
Masugnen vid Landforsens hytta.

Hästbäck är en by i Karbennings socken i Norbergs kommun i Västmanland.
Hästbäcks by omnämns första gången i ett tingsprotokoll från Norberg 1461. I jordeboken från 1539 finns bergsmän i Hästbäck med var sitt hemman. Vid storskiftet 1777 fanns ett knapp dussin hushåll i byn, varav fyra bergsmanshemman,

## Hyttor och hamrar
Hästbäcks gamla hytta är belagd sedan 1539. Det fanns 1625 två hyttor i Hästbäck, varav den ena låg i vid Landforsen i Svartån, men senast 1637 lades den äldre hyttan ned med verksamheten flyttad till den nyare i Landforsen. Hästbäcks nya hytta var igång till 1864. En tredje hytta, mulltimmerhyttan Landforsen, anlades senast 1632 tillsammans med de två hamrarna Hästbäck övre och Hästbäck nedre. Denna var i drift till i mitten av 1800-talet och den sista smidesverksamheten flyttade till Högfors bruk 1851.

## Gästgiveri

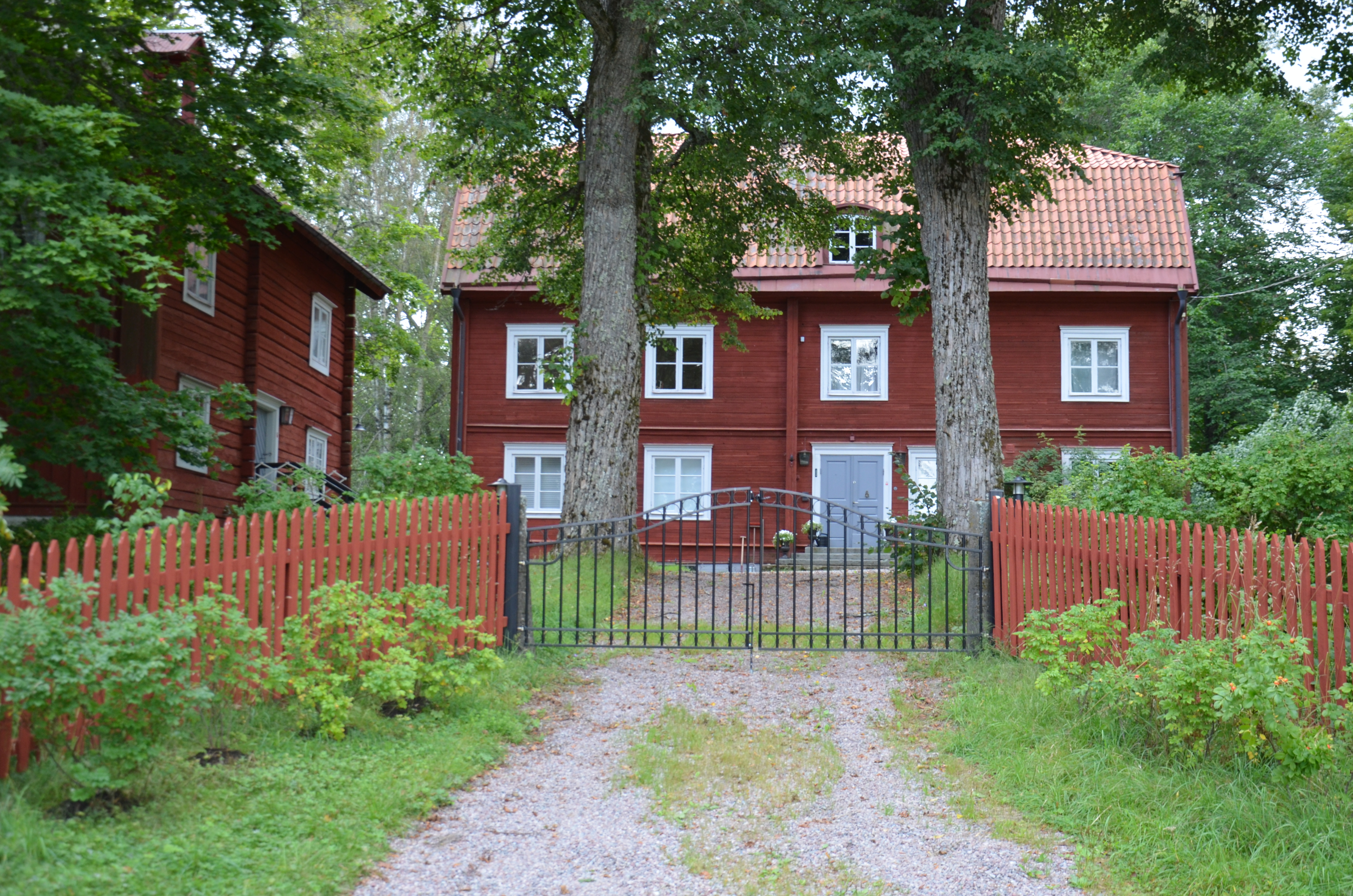
Den tidigare gästgivaregården i Hästbäck

Hästbäck ligger utmed landsvägen mellan Norberg mot Sala och tidigare första gästgiveriet och skjutshållet från Norberg mot Sala, med nästa gästgiveri i Västerfärnebo,  nuvarande länsväg 256. Länsväg U 668 mot Ängelsberg och Virsbo ansluter vid Hästbäck.
Gästgiveri i Hästbäck öppnades troligen i mitten av 1600-talet och växlade i perioder om i regel ungefär sex år med grannbyn Örbäck. Från 1730-talet, då Hästbäck hade 11 hemman, permanentas gästgiveriansvaret till Hästbäck och började knytas till enskilda personer snarare än till byn. Utvecklingen bröts 1750, då alla byggnader i Hästbäcks by brann ned. 
År 1757 fanns gästgiveriet åter i Hästbäck och drevs från 1770-talet av bergsmannen Jonas Matsson Hellström (1752–98), och därefter av hans änka Sara Ersdotter. Senare utarrenderades ofta gästgiveriet till särskilda gästgivare eller drevs av anställda gästgivare. Gästgiveriverksamheten i Hästbäck drevs till och med 1864, då den flyttades till Örbäck för att slutligen läggas ned vid årsskiftet 1880–81.

## Övrigt
Hästbäck var en av de byar som utrymdes på kvällen den 4 augusti 2014 vid skogsbranden i Västmanland 2014.